# Michael James David Powell
Michael James David Powell (Londres, 29 de julho de 1936 – 19 de abril de 2015) foi um matemático britânico.

## Publicações selecionadas
- Approximation Theory and Methods, Cambridge University Press, Cambridge-New York, 1981.